# こちら松森一丁目らじお倶楽部
『こちら松森一丁目らじお倶楽部』（こちらまつもりいっちょうめらじおくらぶ）は、2009年10月10日から2017年3月25日まで、青森放送 (RAB) ラジオが津軽地方東部と野辺地町と下北地方向けに放送していた情報バラエティ番組である。番組タイトルの「松森一丁目」は、青森放送の本社所在地（青森県青森市松森1-8-1）を指す。放送時間は毎週土曜 16時 - 17時 （日本標準時）、実質的な終了時刻は16時58分。
番組開始当初は生放送だったが、2014年10月4日放送分をもって収録放送（録音）に切り替わった。また、青森放送は同月からradikoによるインターネット再送信サービスを行っているが、radikoでは地域別放送が無いため、同時間帯には聴取地域に拠らずこの番組が配信されていた。地域外向け有料サービスのradikoプレミアムでも同様の対応であった。
2017年3月25日をもって放送終了。翌週4月1日からは同時間帯に八戸・十和田地区で放送されている『ふれあい八戸土曜スタジオ』(16時 - 16時50分)と弘前・深浦地区で放送されている『HOTひろさき』(16時50分 - 17時45分)を県内全域での放送に切り替えた。このため、radikoでもこれらの2番組が聴取出来るようになった。

## 出演者

### パーソナリティ
- 2代目町内会長：鮫島大史（RABアナウンサー、2014年10月4日 - 、午前に放送の「麻生しおりの土曜はキュン」と兼務。）
- 3代目町内の元気娘：吉﨑ちひろ（RABアナウンサー、2016年4月2日 - ）

### コーナー担当
- 神重則（青森県下北地域県民局部長、2016年4月1日から同県民局長。2015年4月1日 - ） - 電話出演。下北情報を担当。

## 過去の出演者

### パーソナリティ
- 初代町内会長：大友寿郎（RAB代表取締役専務・元アナウンサー、番組開始 - 2014年9月27日） - 番組降板後には名誉会長に就任。
- 初代町内の元気娘：楠美翔子（『青森美少女図鑑』のモデル、番組開始 - 2012年9月29日）
- 2代目町内の元気娘：山泉奈津子（2012年10月6日 - 2016年3月26日）

### コーナー担当
- ラジオカー担当：山谷真由美（ - 2014年9月27日）
- 浜舘明（ - 2015年3月31日） - むつ報道局から電話出演。下北情報を担当。